# Cyrtosia plurialata
Cyrtosia plurialata är en orkidéart som beskrevs av Gunnar Seidenfaden. Cyrtosia plurialata ingår i släktet Cyrtosia, och familjen orkidéer.
Artens utbredningsområde är Thailand. Inga underarter finns listade i Catalogue of Life.